# Успенка (Касторенский район)
Успенка — село в Касторенском районе Курской области России. Административный центр Успенского сельсовета.

## История
- 1830г. в селе Успенском была построена вместо деревянной каменная церковь, с колокольнею, ограждена деревянным палисадом.

## География
Село находится в восточной части Курской области, в лесостепной зоне, в пределах юго-западной части Среднерусской возвышенности, на левом берегу реки Рудки, на расстоянии примерно 4 километров (по прямой) к востоку от посёлка городского типа Касторное, административного центра района. Абсолютная высота — 185 метров над уровнем моря.
Часовой пояс
Село Успенка, как и вся Курская область, находится в часовой зоне МСК (московское время). Смещение применяемого времени относительно UTC составляет +3:00.

## Население
| 1859 | 1897  | 2002 | 2010 |
| ---- | ----- | ---- | ---- |
| 1264 | ↗1644 | ↘334 | ↘260 |

Гендерный состав
По данным Всероссийской переписи населения 2010 года в гендерной структуре населения мужчины составляли 46,9 %, женщины — соответственно 53,1 %.
Национальный состав
Согласно результатам переписи 2002 года, в национальной структуре населения русские составляли 99 % из 334 чел.

## Улицы
Уличная сеть села состоит из девяти улиц.